# Килштет
Килштет (фр. Kilstett) насеље је и општина у Француској у региону Алзас, у департману Доња Рајна.
По подацима из 2011. године у општини је живело 2423 становника, а густина насељености је износила 351,16 становника/km².

## Демографија
| 1962. | 1968. | 1975. | 1982. | 1990. | 2011. |
| ----- | ----- | ----- | ----- | ----- | ----- |
| 1.161 | 1.257 | 1.548 | 1.510 | 1.406 | 2.423 |